# Alansmia diaphana
Alansmia diaphana är en stensöteväxtart som först beskrevs av Moguel och M. Kessler, och fick sitt nu gällande namn av Moguel och M. Kessler. Alansmia diaphana ingår i släktet Alansmia och familjen Polypodiaceae. Inga underarter finns listade.